# ルイス・マウントバッテン
ビルマの初代マウントバッテン伯爵ルイス・フランシス・アルバート・ヴィクター・ニコラス・マウントバッテン（Louis Francis Albert Victor Nicholas Mountbatten, 1st Earl Mountbatten of Burma、1900年6月25日 - 1979年8月27日）は、イギリスの海軍軍人、貴族。最終階級は海軍元帥。改名前の姓はバッテンバーグ（バッテンベルク、Battenberg）。

## 生涯

### 生い立ち
祖先はドイツ貴族バッテンベルク家で、Battenbergを英語風に発音するとバッテンバーグとなる。1900年6月25日、初代ミルフォード・ヘイヴン侯爵ルイス・アレグザンダー・マウントバッテン（バッテンバーグ）とヴィクトリアの子（次男）として、ウィンザーのフロッグモア・ハウス（en）で生まれた。幼少時には「ディッキー」もしくは「リチャード」と呼ばれていた。

### 軍歴

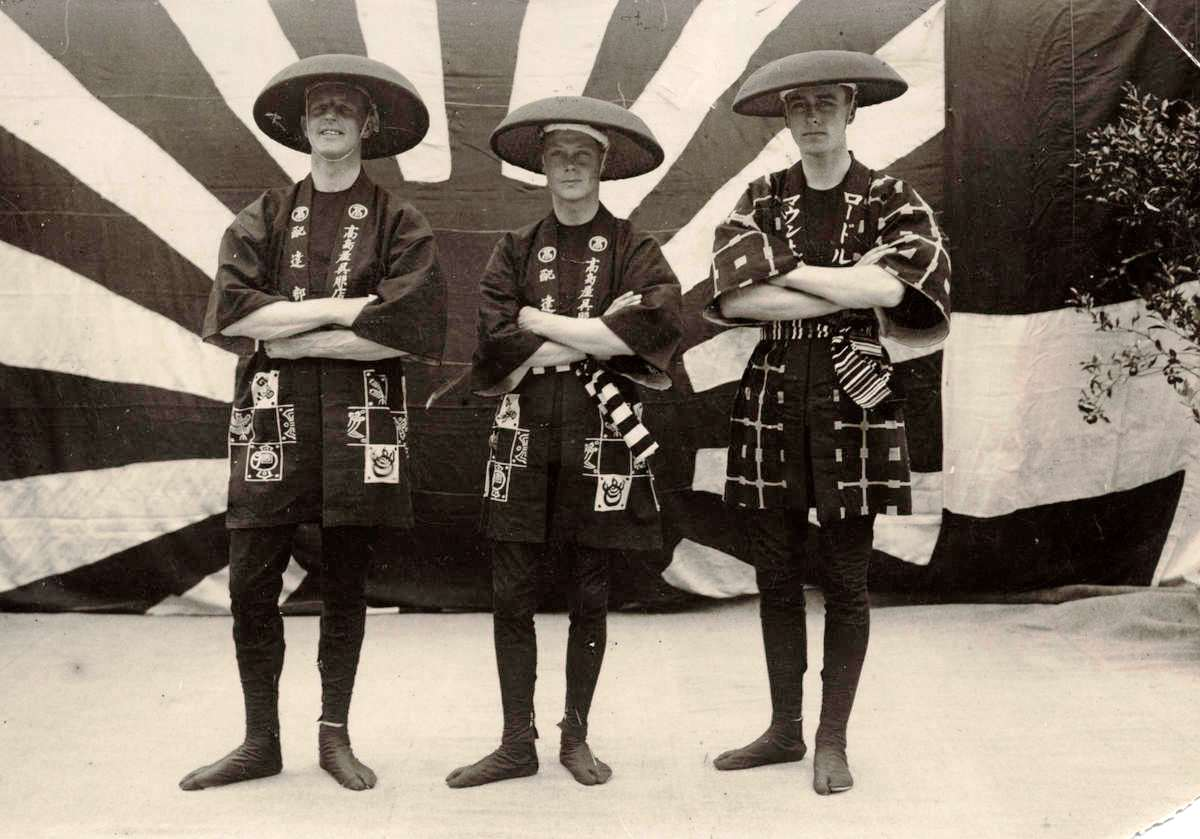
人力車夫に扮したマウントバッテン（写真右。名入り法被）、エドワード8世（写真中央。髙島屋呉服店配達部の法被/ 1922年）

1913年にオズボーン海軍幼年学校に入校し、第一次世界大戦勃発後の1916年7月には16歳で「ライオン」に配置された。その後8月には「クイーン・エリザベス」に乗務している。なお1917年には、ドイツ風のバッテンバーグ（Battenberg）から、イギリス風の「マウントバッテン」に改名している。
その後は「レナウン」や「レパルス」に乗務した。「レパルス」時代には、第一次世界大戦時に一緒に戦った同盟国の日本や、植民地のイギリス領インド帝国などを訪れている。

### 中将
32歳の時、プリンス・オブ・ウェールズ（後のエドワード8世→ウィンザー公）と同格の三軍中将（格）に任ぜられた。実際、戦闘の面では大いに不安があったが、マウントバッテンが発揮したのは、結果的には戦闘面よりもそれ以外の面であった。

### 第二次世界大戦

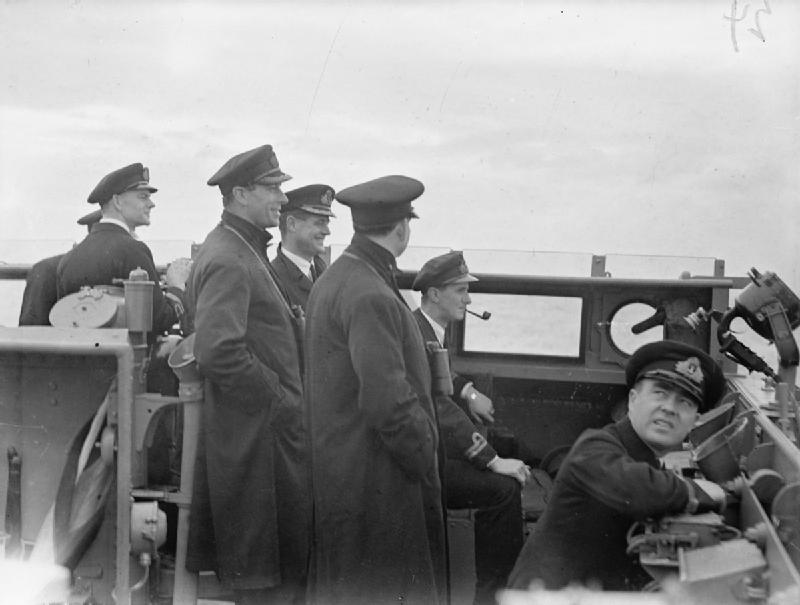
「HMSケルビン」に乗務するマウントバッテン（1939年）

1939年9月に第二次世界大戦が勃発するや志願して現役に復帰し、海軍大佐に任ぜられた。第5駆逐艦戦隊（5th Destroyer Flotilla）の司令（Captain (D)）として駆逐艦「HMSケリー」に乗り、同艦が1941年のクレタ島の戦いで沈没するまで勤務した。この期間中、彼はマウントバッテンピンクという迷彩を考案している。イラストリアス (空母・初代)修理のためアメリカに渡った際、真珠湾を訪問。旅順口攻撃とタラント空襲を引用し、基地が航空機の攻撃に対して準備不足であると指摘している。
1942年8月19日にはノルマンディー上陸作戦のリハーサルとも言うべきディエップ港奇襲作戦を指揮。作戦そのものは大損害を蒙ったものの、後年「ディエップでひとりが戦死したために、Dデーでは10人が助かった」と回想している。

### バイティング作戦
イギリスはドイツの早期警戒レーダー「フライヤ」と標定レーダー「ヴュルツブルク」の2本立てのレーダー技術の情報をつかみドイツが自国よりレーダー技術が進んでいると考え（実際はイギリスの方が進んでいた）レーダー重要部分の強奪を考えた。
これによりバイティング作戦がルイス・マウントバッテンにより立案された。地上レーダーは持ち込まれることがないため困難であり敵地へ突入する必要があったが、1942年2月27日から28日に作戦は実行され、ヴュルツブルクの心臓部入手とヴュルツブルク操作員1名通信兵1名の捕虜を確保し、ドイツのレーダー技術の実情と詳細を把握できた。

### 戦時会議

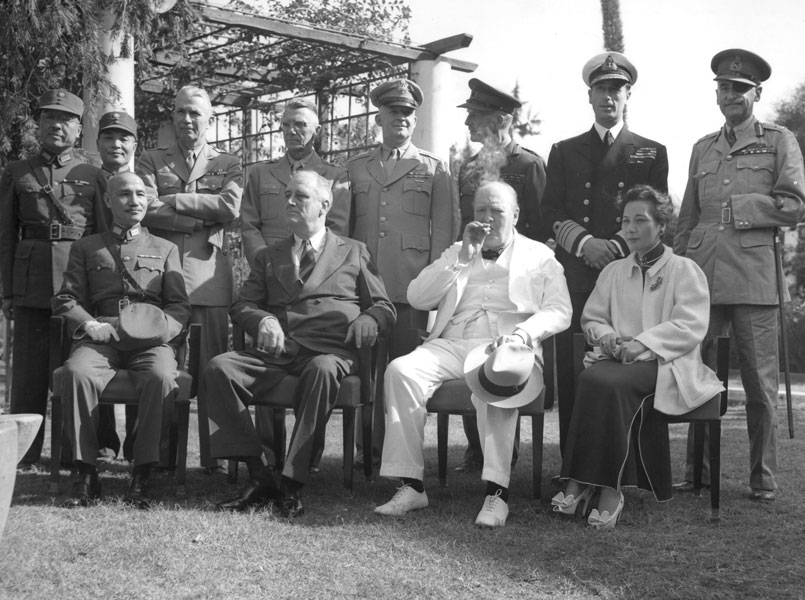
「カイロ会議」に出席したマウントバッテン（後列右から2番目/ 1943年）

1943年1月には、イギリスのウィンストン・チャーチル首相とアメリカのフランクリン・ルーズベルト大統領が、連合国軍のイタリア上陸作戦についての戦略について会談する「カサブランカ会談」に出席した。
また、11月22日からエジプトのカイロで、チャーチル首相とアメリカのルーズベルト大統領、蔣介石主席による、対日戦と戦後の方針を決めるための首脳会談「カイロ会談」に連合軍東南アジア軍司令官として出席した。12月1日に発表された「カイロ宣言」における対日方針は、その後連合国の基本方針となり、ポツダム宣言に継承された。

### ビルマの戦い
1943年8月に創設された東南アジア地域連合軍（SEAC）の総司令官に就任。補佐のヘンリー・パウノル参謀長と共にビルマの戦いなどで日本軍との戦いの指揮を執った。この際に連絡将校としてマラヤ統一戦線との窓口になっていたのがマラヤ共産党の指導者陳平である。陳平はマウントバッテンとの交流から、大英帝国の敵でありながらイギリスから叙勲されている。
戦線は停滞していたが日本軍はインパール作戦に失敗、1944年イラワジ会戦を皮切りイギリス軍が攻勢に転じる。1945年5月アウンサンと会談し、ビルマ国民軍が連合軍の指揮下に入ることに合意した。
マレーとシンガポールの奪回へ向けて「ジッパー作戦」を計画していたが、日本の降伏によりマウントバッテンは全ての作戦の中止を命令した。
SEAC時代には情報戦を駆使した戦術を多用し、戦闘を進める一方で、戦後処理の方策も同時に研究させていた。日本の降伏後、イギリスの手に戻ったシンガポールのシティ・ホールで第7方面軍司令官板垣征四郎を引見して降伏文書を交わしている。
1946年に帰国後、ガーター勲章が授与され、8月にはビルマのマウントバッテン子爵に叙せられた。

### インド総督

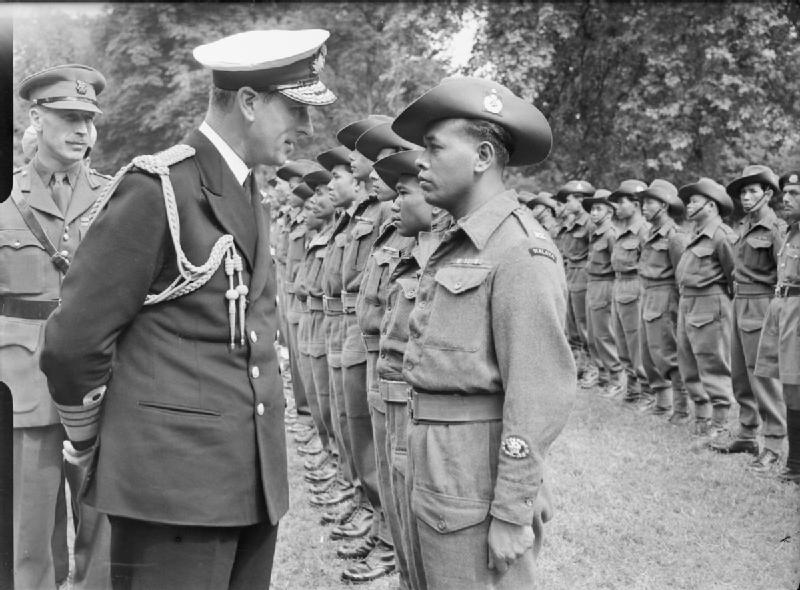
戦勝パレードに参加したマレー人兵士たちを、ロンドン・ケンジントン宮殿で閲兵するマウントバッテン卿（1946年）

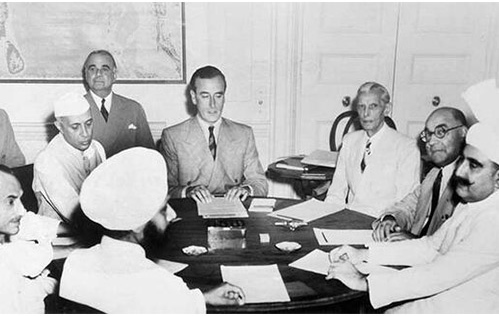
ネルーとジンナーと話すマウントバッテン（1947年）

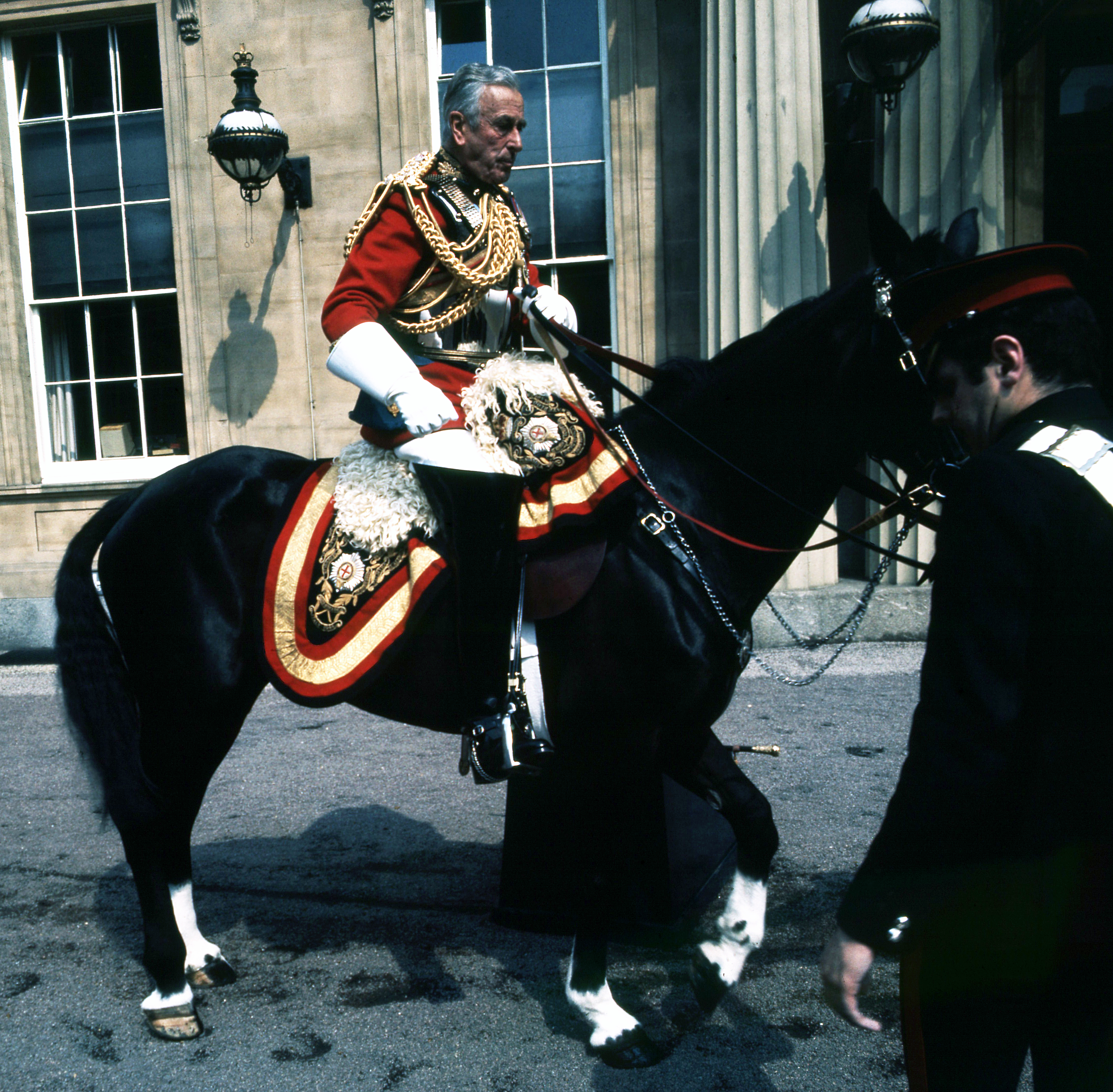
晩年のマウントバッテン（1976年）

日本軍が速やかに撤退した東南アジア方面の処理が一段落した後、インド副王兼総督に転じる。第二次世界大戦において本土がドイツ軍の空襲にさらされ、マレーやシンガポール、ビルマや香港などの植民地を日本軍に奪われ、疲弊したイギリスは戦勝国となったものの、もはやかつてのように遠方の植民地を統治する国力は残っていなかった。さらに1946年にイギリス植民地政府が行った、インド国民軍裁判に反発するインド人の暴動などを経て、すでにインド独立は確定していたものの、宗教を理由とする民族対立が激化しつつあった。
マウントバッテンは本国から「インドの統一を保ち撤退せよ」との命を帯びてインドに赴任したが、マハトマ・ガンディー、ジャワハルラール・ネルー、ムハンマド・アリー・ジンナーら指導者との会談を重ねていくうちに民族及び宗教対立の現実を目の当たりにし、イスラム教徒でパキスタンの分離を唱えるジンナーにやや押し切られる形で1947年のインド・パキスタン分離独立への道筋をつけた。分離独立後はインド連邦総督に横滑りし、1948年6月21日にチャクラヴァルティー・ラージャゴーパーラーチャーリーに座を譲るまで在任した。
インド総督としての役目を終えイギリスに帰国した後は、イギリス海軍の地中海艦隊司令長官や第一海軍卿、国防参謀総長（Chief of the Defence Staff）などのイギリス軍の要職を歴任した。退役後は維持費捻出のために自宅を一般公開した。

### クーデター計画関与
元MI5のピーター・ライトは1987年の著書『スパイキャッチャー』(Spycatcher)において、「1968年にデイリー・ミラー紙社主のセシル・キングや30人に及ぶMI5職員らによる、ハロルド・ウィルソン首相率いる労働党内閣を倒す秘密会合が開かれ、マウントバッテンも出席した」と暴露した。「キングはマウントバッテンに救国内閣の指導者となることを求めたが、マウントバッテンの躊躇によりクーデターは未遂に終わった」と述べた。 一方で、アンドリュー・ロウニーは「女王（エリザベス2世）がマウントバッテンを説得して思いとどまらせた」と示唆している。
2006年のBBC（英国放送協会）のドキュメンタリー番組「The Plot Against Harold Wilson」では、「1974から1976年の第2次ウィルソン内閣期にも、マウントバッテンを含んだ別のクーデターの計画があった」と報じた。軍とMI5内の同調者がウィルソンをマウントバッテンに代える計画であった。
MI5の最初の公式の局史である「The Defence of the Realm」(2009年)は実際にウィルソンに対する計画が存在し、そのファイルがMI5に存在していたことを示している。同時に同書は「計画が局公式のものではなく、少数の職員により立案されたものだ」と明言している。

### IRA暫定派による暗殺

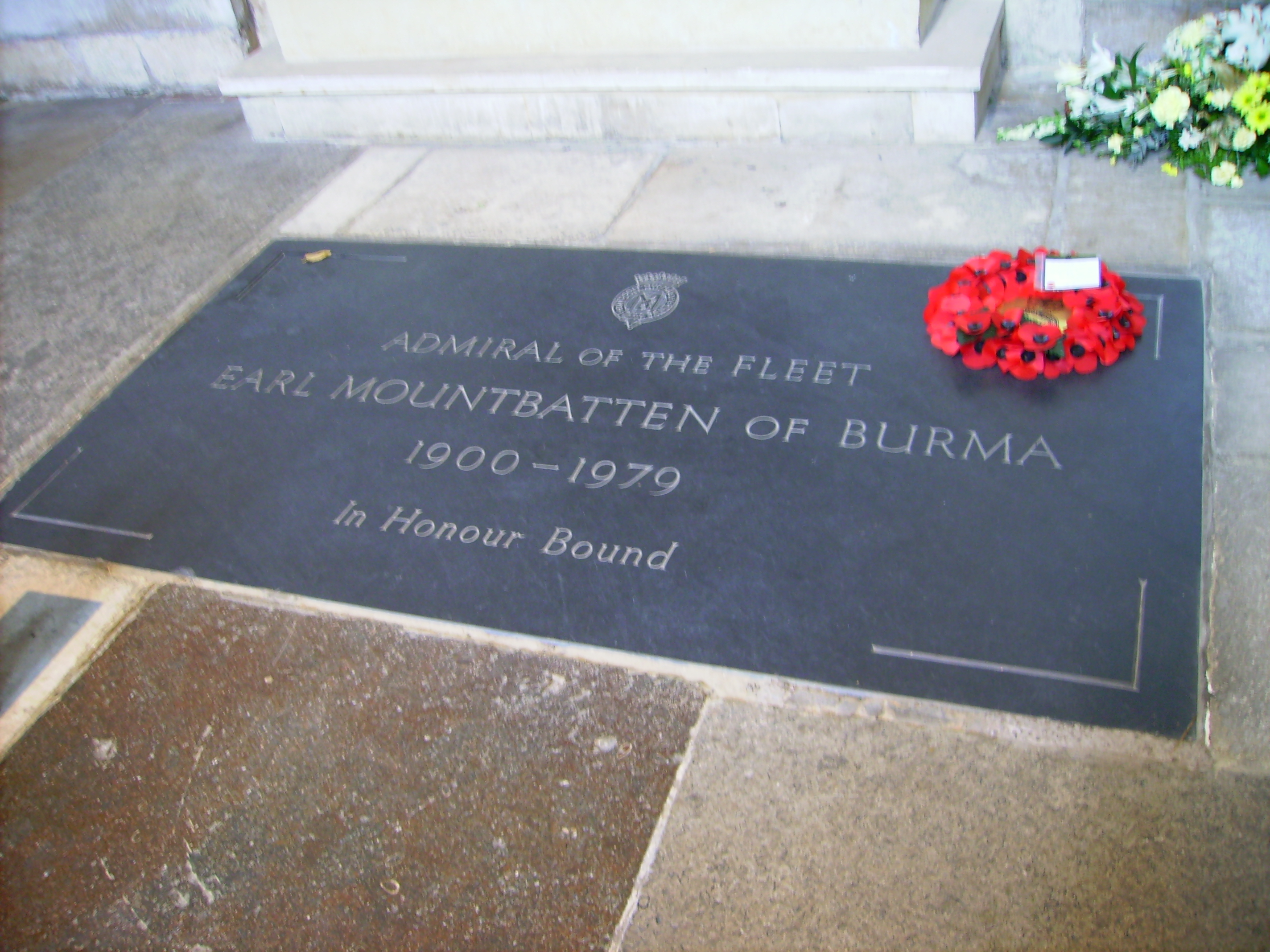
ロムジー修道院にあるマウントバッテン卿の墓所

1979年8月27日に、休暇中のアイルランド北西部のドネゴール湾において、ヨットで出航直後、IRA暫定派がエンジンに仕掛けた爆弾が爆発し、孫たちと共に死亡した。79歳没。
実行犯は終身刑となった。マウントバッテン本人はすぐ近くにいた漁師によって引き揚げられたものの、彼の足はほとんど切断されていてその後すぐに死亡した。マウントバッテンは「私のような年寄りに何をするというのかね?」とIRA暫定派からの攻撃が自分らには及ぶまいと高を括っていたのか、大した護衛もつけていなかったという。
なお、このマウントバッテンの死に最もショックを受けたのが、幼少時から慕っていた上に、当時イギリス海軍士官であったチャールズ皇太子だった。マウントバッテンの死の翌年に知り合い、生前のマウントバッテンの事について語り合った相手がダイアナ・スペンサーで、2人はその翌年の1981年に結婚している（1996年離婚、1997年ダイアナ妃は交通事故により死亡、2005年チャールズはカミラ・シャンドと再婚）。
葬儀にはオランダやベルギー、デンマークなど、第二次世界大戦でともに戦ったヨーロッパ諸国の王族や、ビルマ、インド、米国、フランス、カナダの代表者が参加したが、本人の遺言により、かつて戦った日本人への招待はなかった。

## 逸話
- ロシア帝国皇帝ニコライ2世の三女マリア・ニコラエヴナの面影を生涯追い続け、彼女の写真を部屋に飾っていたと言われている（なお、マリアとマウントバッテンは従姉弟同士である）[16]。
- 姉の一人にアリス・オブ・バッテンバーグがおり、その息子エディンバラ公フィリップ（イギリス女王エリザベス2世の夫、チャールズ3世の父）の叔父にあたる。イギリス王室とも縁戚関係にある。それゆえ、自身を含んだ王室の家系図を書きだすことを好んだほか、肩書きを含んだ自身の長大なフルネーム[註釈 2]をたびたび周囲の人間に念押しして説明したという[17]。
- 戦後、昭和天皇がイギリスを訪問した際、予定されていた歓迎晩餐会への出席を拒否したが、女王の説得により宮殿の個室にて面会を行った[15]。
- ルイス・エドウィナ夫妻とも、私生活においてそれぞれ奔放な生活を送りながらも、お互いに尊重しあっていたという[18]。妻エドウィナは初代インド首相となるネルーとも、インド独立前及び独立後もごく親しい以上の関係にあったとされたが、ルイスは両国間の同盟関係においてそれを喜んでいたという[註釈 3]。自身も、小説『ジジ』の主人公のモデルとして広く知られるヨラ・ルテリエと公然と交際しており、妻エドウィナもヨラとは友人だった。
- 1975年、カナダのマクリーンズ（英語版）誌のインタビューに対して、「第三次世界大戦が核兵器で戦われる事になった場合、第四次世界大戦は弓矢で戦われる事だろう。」と述べ、核戦争の危険性について警告を行った[19]。これは1940年代にアルベルト・アインシュタインが行ったとされる「石と棍棒」発言に非常に良く似たものであるが、2010年代に行われたファクトチェックの結果、アインシュタインのものとされる発言の原出典が不明確であり、「1940年代後半以降、核物理学者や核兵器に携わる軍人達の間で広く薄く認知されていた共通認識」程度の結論しか得られなかった事から[20]、英語圏では「著名人による警告」としてはマウントバッテンの1975年の発言が引用される事が多くなっている。

## 家系
初代ミルフォード・ヘイヴン侯爵ルイス・アレグザンダー・マウントバッテンの子（次男）で、ヴィクトリア女王の曾孫（祖母アリスがヴィクトリア女王の次女）。ドイツのバッテンベルク家出身。
姉の一人にアリス・オブ・バッテンバーグがおり、エディンバラ公フィリップ（エリザベス2世の夫でチャールズ3世の父）の叔父にあたり、イギリス王室とも縁戚関係にある。

## 栄典
ガーター勲章勲爵士（KG）、バス勲章ナイト・グランド・クロス勲爵士（GCB）、メリット勲章勲爵士（OM）、インドの星勲章ナイト・グランド・コマンダー勲爵士（GCSI）、ロイヤル・ヴィクトリア勲章ナイト・グランド・クロス勲爵士（GCVO）、殊功勲章受勲者（DSM）、枢密顧問官（PC）、王立協会フェロー（FRS）など。

## 登場する作品

### 映画
- 『Nice and Friendly』（1922年アメリカ） - 演：本人。チャールズ・チャップリンがマウントバッテン夫妻への結婚祝いとして製作、劇場非公開[22]。後にDVDに収録[23]。
- 『バンク・ジョブ』（2008年イギリス、2008年日本公開）- 演：クリストファー・オーウェン
- 『英国総督 最後の家』（2017年イギリス・インド合作、2018年日本公開）- 演：ヒュー・ボネヴィル

### テレビドラマ
- 『ザ・クラウン』（Netflix、アメリカ合衆国・イギリス合作、2016年 - ）- 演：グレッグ・ワイズ（英語版）（シーズン1・2）、演：チャールズ・ダンス（シーズン3・4）

### 註釈
1. ↑  イギリスにおいて (Chief of the General Staff (United Kingdom)) は、陸軍総参謀長を指す。
2. ↑  彼の肩書を含んだ正式名は、『初代ビルマのマウントバッテン伯爵ルイス・フランシス・アルバート・ヴィクター・ニコラス・マウントバッテン,KG GCB OM GCSI GCIE GCVO DSO FRS PC  LLD DSC AMIEE（英語版）AMRINA（英語版）』。
3. ↑  エドウィナ・マウントバッテン#インド総督夫人を参照。